# Anders Wallström
Anders Wallström, född 22 juli 1770 i Norrköping, död 30 april 1854 i Högby socken, var en svensk präst.

## Biografi
Anders Wallström föddes 1770 i Norrköping. Han var son till estoffsvävaren Erik Wallström och Anna Norman. Wallström blev 1792 student vid Uppsala universitet och prästvigdes 25 april 1796. Han blev lärare vid  Gustavs barnhusskola i Norrköping 17 augusti 1804 och spinnhuspredikant i Norrköping den 4 september samma år. Wallström utnämndes till komminister i Sankt Olofs församling i Norrköping 17 oktober 1810 och tillträdde 1811. Han avlade pastoralexamen 29 september 1813 och utnämndes till kyrkoherde 29 augusti 1820 i Högby församling med tillträde 1822. Den 4 april 1839 blev han prost. Han avled 30 april 1854 i Högby socken.

### Familj
Wallström gifte sig 1808 med Vendela Lovisa Roselius (1784–1878). Hon var dotter till prosten Magnus Roselius i Ringarums socken. De fick tillsammans barnen Johan Magnus (född 1809), Paul Erik Sigismund (1810–1879), Anna Matilda, Anders Filip (1815–1890), Ludvig Theodor (1816–1892), Vendela Helena (1818–1853) och Evangelina Beta Sigismunda (född 1824).